# Ocean 2 - The answer
Ocean 2: The answer is een muziekalbum van Eloy uit het jaar 1998.

## Geschiedenis
Eloy bestond toen het album uitkwam al jaren uit een losse samenwerking van musici onder leiding van de centrale man Frank Bornemann. Oud-leden spelen mee, maar af en toe komen ook niet-leden bij de band; voor dit album is dat slagwerker Bod Schopf van de Michael Schenker Group. Het album is op dezelfde leest geschoeid als hun hitelpee Ocean, maar is in vergelijking tot dat album veel moderner qua klank. Wat is gebleven is de overeenkomst met de muziek van Pink Floyd, zo bevat de openingstrack een bijna-kopie van het begin van Shine On You Crazy Diamond; een eenzame gitaar boven akkoorden van synthesizers. Het album is gedurende de maanden augustus 1997 tot en met juli 1998 opgenomen in de Horus Studio in Hannover. Alleen het koor is opgenomen in Praag.

## Musici
- Frank Bornemann - zang, gitaar
- Klaus-Peter Matziol - basgitaar
- Michael Gerlach - toetsinstrumenten, vocoder
- Bodo Schopf - slagwerk en percussie

met:
- Steve Mann - slidegitaar op 8
- Susanne Schätzle, Tina Lux - achtergrondzang
- Hannes Folberth - Minimoog op 2 (oud-lid)
- Volker Kuinke - blokfluit op tracks 3,7 en 8 (speelde al eerder mee)
- Peter Beckett en Tom Jackson - koor op 8
- Daniela Wöhler, Frederike Stübner en Susanne Moldenhauer - sopranen op 8
- Praag Philarmonisch koord op 8

## Tracklist
| Nr. | Titel                                                                  | Duur  |
| --- | ---------------------------------------------------------------------- | ----- |
| 1.  | Between future and passed (Gerlach)                                    | 2:43  |
| 2.  | Ro setau (Bornemann)                                                   | 7:09  |
| 3.  | Paralyzed civilization (Bornemann, Gerlach; Tekst Gerlach)             | 9:28  |
| 4.  | Serenety (Bornemann, Matziol, Gerlach; T: Gerlach)                     | 3:09  |
| 5.  | Awakening of conciousness (Bornemann, Gerlach; T: Bornemann)           | 6:03  |
| 6.  | Reflections from the spheres beyond (Bornemann, Gerlach; T. Bornemann) | 12:59 |
| 7.  | Waves of intuition (Bornemann, Matziol; T. Bornemann)                  | 4:56  |
| 8.  | The answer (Bornemann)                                                 | 11:19 |